# Vince Gill
Vincent Grant Gill, detto Vince (Norman, 12 aprile 1957), è un cantautore e polistrumentista statunitense. Intraprendendo la carriera come frontman dei Pure Prairie League, ha pubblicato venti album da solista, vendendo oltre 26 milioni di copie e venendo riconosciuto con 22 Grammy Award, più di qualsiasi artista maschile di musica country.
Con più di 40 singoli esordienti nelle classifiche Billboard, Vince ha ottenuto l'appoggio della critica musicale, venendo insignito di numerosi riconoscimenti, tra cui 18 Country Music Association Awards, 6 Academy of Country Music Awards. Nel 2007 è stato inserito nella Country Music Hall of Fame e nel 2010 nella Hollywood Walk of Fame.
Vince ha inoltre collaborato con numerosi artisti provenienti da differenti generi musicali, tra cui gli artisti country Reba McEntire, Dolly Parton, Alison Krauss, Carrie Underwood, Maren Morris, pop/rock, tra cui gli Eagles, Barbra Streisand, John Oates, Kelly Clarkson, e di influenza soul/gospel, come CeCe Winans e la moglie Amy Grant.

## Biografia

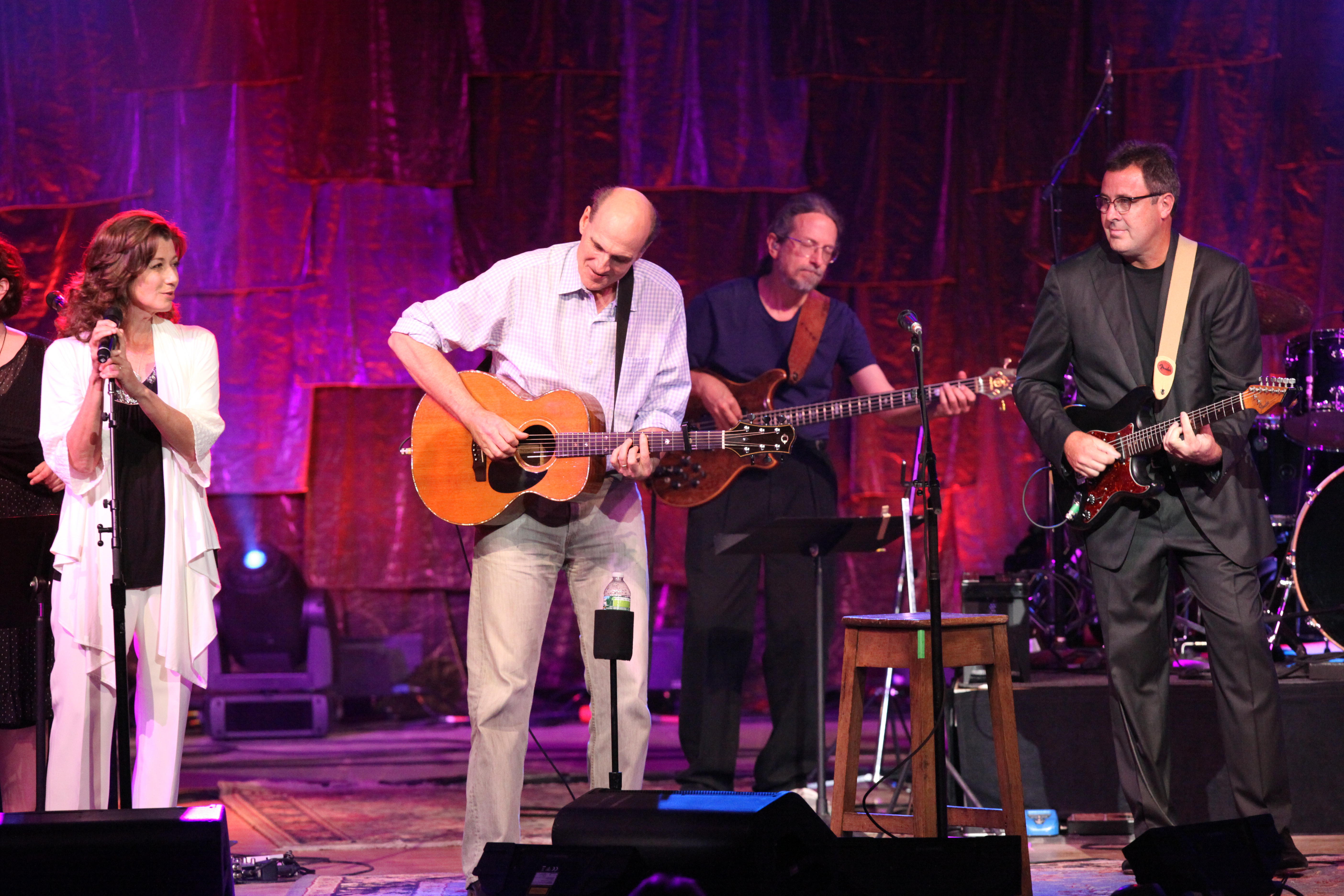
Amy Grant, James Taylor e Vince Gill in una performance al Tanglewood nel 2011

Nato in Oklahoma, ha formato diversi gruppi da giovane come i Bluegrass Revues negli anni settanta e poi i Mountain Smoke. In seguito è diventato un membro dei The Cherry Bombs, band di supporto a Rodney Crowell.
Ha debuttato nella scena country rock con i Pure Prairie League nel 1979, cantando Let Me Love You Tonight.
I suoi primi album sono stati pubblicati dalla RCA Nashville. Si è consacrato con l'album When I Call Your Name, datato 1989 e certificato poi doppio disco di platino.
Anche nei primi anni novanta ha pubblicato diversi album che hanno venduto milioni di copie negli Stati Uniti e centinaia di migliaia di copie in Canada. When Love Finds You ha raggiunto la posizione numero 6 della Billboard 200.
Nel 1998 ha pubblicato un album natalizio collaborativo con Patrick Williams e la sua band.
Collabora con i Daughtry per il loro secondo album Leave This Town.
Dal 1991 è membro del gruppo del programma radiofonico Grand Ole Opry.
Nel 2012 è stato inserito nella Hollywood Walk of Fame. Nel 2012 inoltre appare nel Greatest Hits: Chapter One di Kelly Clarkson. 
Nel 2013 pubblica un album collaborativo con Paul Franklin: Bakersfield.
Nel disco di esordio di Yola, Walk through fire, pubblicato nel 2019 e prodotto da  Dan Auerbach è presente come seconda voce nel brano "Keep me here".
Ha vinto 22 Grammy Awards nelle categorie dedicate al country.

## Vita privata
Nel 1968, il fratellastro maggiore di Gill, Bob Coen, fu coinvolto in un grave incidente stradale all'età di 22 anni, che determinò un coma di tre mesi e danni cerebrali irreversibili. Successivamente ha avuto diversi problemi nel corso della vita, allontanandolo dalla famiglia. Nel 1993 venne trovato morto. Gill dedicò al fratellastro l'album natalizio Let There Be Peace on Earth e gli scrisse il brano It Won't Be the Same This Year.
Gill incontrò la cantante country Janis Oliver degli Sweetheart of the Rodeo a Los Angeles, iniziando una frequentazione. I due si sposarono nel 1980. La loro figlia Jenny nacque nel 1982, trasferendosi successivamente a Nashville. I due divorziarono nel 1997.
Nel 1999 Gill inizia a frequentare l'artista di musica musica cristiana Amy Grant, appena uscita da un matrimonio con Gary Chapman. Nel marzo 2000 si sono sposati ed hanno una figlia, Corrina, vivendo stabilmente a a Nashville.

## Discografia
Album in studio
- 1984 - Turn Me Loose
- 1985 - The Things That Matter
- 1987 - The Way Back Home
- 1989 - When I Call Your Name
- 1991 - Pocket Full of Gold
- 1992 - I Still Believe in You
- 1994 - When Love Finds You
- 1996 - High Lonesome Sound
- 1998 - The Key
- 2000 - Let's Make Sure We Kiss Goodbye
- 2003 - Next Big Thing
- 2006 - These Days
- 2011 - Guitar Slinger
- 2013 - Bakersfield
- 2019 - Okie

Raccolte
- 1989 - The Best of Vince Gill
- 1992 - I Never Knew Lonely
- 1994 - Songs from the Heart
- 1995 - Vince Gill and Friends
- 1995 - The Essential Vince Gill
- 1995 - Souvenirs
- 1996 - Super Hits
- 2003 - Platinum & Gold Collection
- 2007 - 20th Century Masters – The Millennium Collection: The Best of Vince Gill
- 2010 - Love Songs
- 2010 - Icon
- 2013 - Ballads

Album natalizi
- 1993 - Let There Be Place on Earth
- 1998 - Breath of Heaven: A Christmas Collection (con Patrick Williams & la sua Band)
- 2000 -  'Tis the Season (con Olivia Newton-John)
- 2006 - Christmas Collection